# باشگاه فوتبال زنان چلسی
 باشگاه فوتبال زنان چلسی  (به انگلیسی: .Chelsea F.C Women)‏ یک باشگاه فوتبال زنان انگلیسی است که در شهر لندن قرار دارد که متعلق به باشگاه فوتبال چلسی است.